# Central and Western District
Central and Western (chinesisch 中西區 / 中西区, Pinyin Zhōngxī Qū, Jyutping Zung1sai Keoi1) ist ein Distrikt von Hongkong. Die Fläche beträgt 12,6 Quadratkilometer und die Einwohnerzahl 239.000 (Stand: 2020). 2016 betrug die Einwohnerzahl 243.266. Er besteht aus den namensgebenden Stadtteilen Central und Western, auch Sai Wan genannt.
Central ist das Banken- und Verwaltungs-Viertel und besteht aus den Stadtteilen Central und Admiralty. Western besteht aus den Stadtteilen Kennedy Town, Sai Yin Pun und Sheung Wan. Sheung Wan ist der älteste Teil und Ursprung der einstigen britischen Kolonie. Hier wurde in der Possession Street erstmals die britische Flagge gehisst.
Neben Regierungsgebäuden, wie dem obersten Gerichtshof von Hongkong, befinden sich auch der Central Mid-Levels Escalator, Hong Kong Park, Bank of China Tower, das Two International Finance Centre, Pacific Place, die Central Ferry Piers und Peak Tram in diesem Distrikt.
2014 wurden Teile vom Distrikt, über mehrere Monate, im Zuge der Hongkonger Proteste besetzt.